# Артамонов, Анатолий Дмитриевич
Анато́лий Дми́триевич Артамо́нов (род. 5 мая 1952, Красное, Калужская область) — российский государственный и политический деятель. Сенатор Российской Федерации — представитель от исполнительной власти Калужской области с 14 февраля 2020. Председатель комитета Совета Федерации Федерального собрания Российской Федерации по бюджету и финансовым рынкам с 26 февраля 2020.
Губернатор Калужской области с 18 ноября 2000 по 13 февраля 2020 (временно исполняющий обязанности губернатора Калужской области с 11 июня по 19 сентября 2015). Доктор экономических наук (2008). С 8 декабря 2018 года — член Высшего совета политической партии «Единая Россия».
Из-за поддержки нарушения территориальной целостности Украины во время российско-украинской войны находится под персональными санкциями всех стран Европейского союза, Великобритании, США, Канады, Швейцарии, Австралии, Украины, Новой Зеландии.

## Биография
Родился 5 мая 1952 года селе Красное Хвастовичского района Калужской области. Старший из шести детей. Отец работал ветеринаром и плотником.

### Образование
1974 год — Московский институт инженеров сельскохозяйственного производства имени В. П. Горячкина.
1989 год — Высшая партийная школа.
2008 год — в Санкт-Петербургском государственном университете экономики и финансов защитил диссертацию на соискание учёной степени доктора экономических наук на тему «Формирование системы критериев эффективности государственного и муниципального управления».

### Трудовая деятельность
1974 год — по распределению направлен в совхоз «Хвастовичский» Калужской области, назначен заведующим ремонтными мастерскими.
1975 год — главный инженер совхоза «Шаховский» Мосальского района Калужской области.
1978 год — директор совхоза «Груздовский».
1985 год — начальник районного управления сельского хозяйства, несколько месяцев спустя избирается первым секретарем Мосальского райкома КПСС, в этой должности работал около 6 лет.
1991 год — заместитель начальника городского управления строительства города Обнинска, затем исполнительный директор Обнинского строительно-промышленного акционерного общества.
С ноября 1996 года — вице-губернатор Калужской области. Курировал финансы, социальную сферу, приватизацию, инвестиции, сельское хозяйство, программу газификации населенных пунктов.

## Губернатор Калужской области

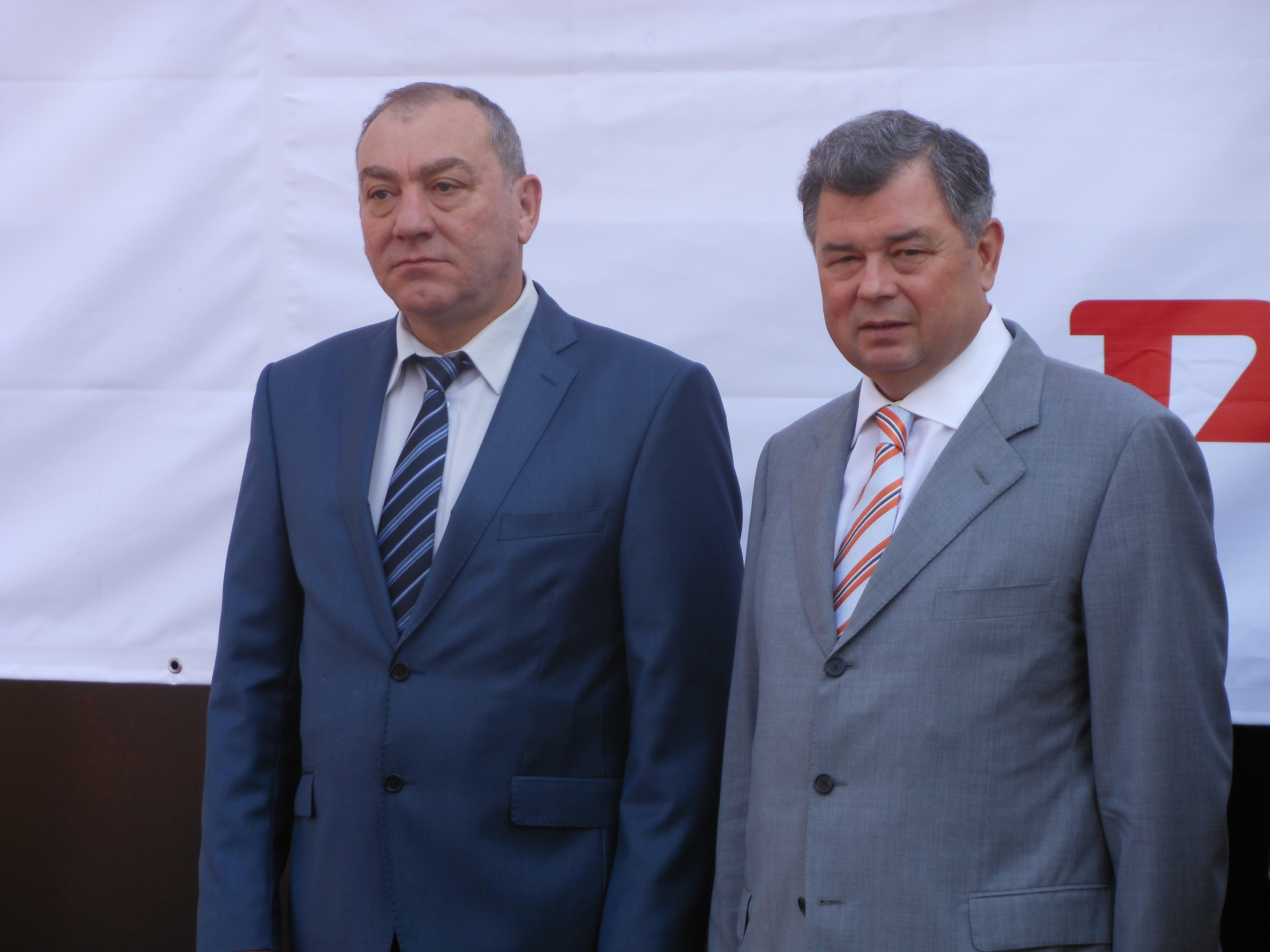
Начальник Московской железной дороги Владимир Молдавер и Анатолий Артамонов 1 августа 2012 года в Калуге

В 2000 году принял участие в выборах губернатора Калужской области. Предыдущий губернатор Валерий Сударенков отказался от переизбрания. По мнению аналитиков, из пятерых претендентов шансы на победу имели вице-губернатор Артамонов и председатель Калужского банка Сбербанка РФ Алексей Демичев.
12 ноября 2000 года избран губернатором. За него отдали голоса 56,72 % избирателей. Демичев получил 15,85 %.
14 марта 2004 года избран губернатором Калужской области на второй срок. В ходе состоявшейся пресс-конференции публично заявил о своей приверженности курсу президента В. Путина. В соответствии с новым порядком формирования исполнительных органов государственной власти переназначался губернатором в 2005 и 2010 годах. В 2015 году досрочно ушёл в отставку, выдвинул свою кандидатуру и победил на выборах, набрав 71,43 % голосов.
С 30 марта по 29 сентября 2006 и с 7 апреля по 10 ноября 2015 — член президиума Государственного совета Российской Федерации.
В июле 2012 года Артамонов начал передвигаться на электромобиле Mitsubishi i MiEV, став первым в России чиновником такого уровня, который сделал выбор в пользу экологичного транспортного средства.
В 2012 году Артамонов стал предметом обсуждения интернет-аудитории из-за запрета в области вольной борьбы.
В декабре 2014 года Артамонов запретил чиновникам в своём регионе произносить слово кризис.
После отставки Олега Королёва 2 октября 2018 года являлся вторым по продолжительности пребывания на посту главой российского региона после Евгения Савченко.
На основании решения, принятого делегатами XVIII съезда политической партии «Единая Россия» проходившего 7—8 декабря 2018 года, введён в состав Высшего совета партии.
13 февраля 2020 года президент Российской Федерации Владимир Путин принял отставку Артамонова по собственному желанию и досрочно освободил его от должности губернатора Калужской области.

## Сенатор Российской Федерации
14 февраля 2020 года назначен представителем исполнительного органа власти Калужской области в Совете Федерации. 26 февраля 2020 года утверждён председателем комитета по бюджету и финансовым рынкам Совета Федерации Федерального собрания России.
16 сентября 2020 года вновь назначен представителем исполнительного органа власти Калужской области в Совете Федерации.
Соавтор резонансного Закона о побочных продуктах животноводства.

## Санкции
За поддержку нарушения территориальной целостности и независимости Украины во время российско-украинской войны находится под персональными санкциями разных стран.
23 марта 2022 года, на фоне вторжения России на Украину, внесён в канадский санкционный список «соратников режима» за содействие в нарушении суверенитета и территориальной целостности Украины.
30 сентября 2022 года внесён в санкционный список Соединенных Штатов Америки «за аннексию Путиным регионов Украины» и одобрение закона о фейках.
По аналогичным причинам, с 9 марта 2022 года включён в санкционный список всех стран Европейского союза. С 15 марта 2022 года находится под санкциями Великобритании. С 16 марта 2022 года находится под санкциями Швейцарии.  С 21 апреля 2022 года находится под санкциями Австралии. С 3 мая 2022 года находится под санкциями Новой Зеландии. Указом президента Украины Владимира Зеленского с 7 сентября 2022 года находится под санкциями Украины.

## Судебные иски
Арбитражный суд Красноярского края признал Артамонова виновным в том, что тот распространял сведения, несоответствующие действительности и порочащие деловую репутацию Олега Дерипаски.

## Награды
Государственные награды Российской Федерации
- Орден Почёта (25 января 2002 года) — за достигнутые трудовые успехи и большой вклад в укрепление дружбы и сотрудничества между народами[31]
- Орден «За заслуги перед Отечеством» IV степени (18 октября 2006 года) — за большой вклад в социально-экономическое развитие области и многолетний добросовестный труд[32]
- Благодарность Президента Российской Федерации (9 мая 2007 года) — за большой вклад в социально-экономическое развитие области и многолетнюю добросовестную работу[33]
- Орден «За заслуги перед Отечеством» III степени (27 апреля 2012 года) — за большой вклад в социально-экономическое развитие области и многолетнюю добросовестную работу[34]
- Орден Александра Невского (3 мая 2018 года) — за большой вклад в социально-экономическое развитие области и многолетнюю добросовестную работу[35]
- Орден Дружбы (2020)[36]
- Орден «За заслуги перед Отечеством» II степени (1 апреля 2022 года) — за большой вклад в развитие парламентаризма, активную законотворческую деятельность и многолетнюю добросовестную работу[37].

Правительственные награды Российской Федерации
- Почётная грамота правительства Российской Федерации (5 мая 2007 года) — за большой личный вклад в социально-экономическое развитие Калужской области и многолетний добросовестный труд[38]

Награды Калужской области
- Почётный гражданин Калужской области (19 марта 2020 года)[39]

Общественные награды
- Премия Союза журналистов России «За открытость в общении с прессой» (2002)
- Серебряная медаль в золотом окладе Международной Академии наук, экологии, безопасности человека и природы «За заслуги в области экологии им. Н. К. Рериха» (2006)

Награды Русской Православной Церкви
- Орден преподобного Сергия Радонежского III степени — за внимание к участию в деле возрождения святынь и в связи с 200-летием Калужской епархии (1999)
- Орден преподобного Сергия Радонежского II степени (2002)
- Орден Святого благоверного князя Даниила Московского II степени (2005)
- Орден Преподобного Серафима Саровского II степени (2007)
- Орден Святого Равноапостольного князя Владимира II степени — за участие в деле строительства храма в честь Покрова Пресвятой Богородицы в селе Красное Хвастовичского района (2009)
- Орден Святого благоверного князя Даниила Московского I степени (2012)

Награды иностранных государств
- Республика Корея — Орден «За заслуги в дипломатической службе» «Sukyo Hunjang» первой степени (28 сентября 2008 года)
- Германия — командорский крест Ордена «За заслуги перед Федеративной Республикой Германия» (28 сентября 2011 года)
- Франция — Кавалер ордена Почётного легиона — за вклад в российско-французские отношения (15 декабря 2011 года)[40]
- Финляндия — Командорский крест Ордена Льва Финляндии (28 ноября 2012 ода.)[41]
- Королевство Испания — Номерной крест Ордена «За гражданские заслуги» (28 марта 2014 года)[42]
- Королевство Дания — Орден Данеброг (16 апреля 2014 года)
- Италия — Кавалер ордена «За заслуги перед Итальянской Республикой» (26 сентября 2018 года)[43]
- Япония — Орден Восходящего солнца 3 степени (3 ноября 2020 года)[44].

Другие
- Действительный член Петровской Академии наук и искусств[45].

## Семья
Жена, Артамонова Зоя Иосифовна, — начальник управления социальной защиты Калуги в 2002—2021 годах, почётный работник Министерства труда и социального развития РФ, почётный гражданин Калуги.
Сын, Евгений Анатольевич Артамонов, — выпускник Московского технологического института, предприниматель, менеджер компаний газовой отрасли.
Дочь Елена (в замужестве Корхова) — кандидат юридических наук, работает в управлении по взаимодействию с субъектами Центрального федерального округа Внешэкономбанка.
Брат, Сергей Дмитриевич Артамонов (погиб в сентябре 2016 года) — работал водителем, затем — предпринимателем в области деревообработки.
Сестра, Лидия Дмитриевна Артамонова, занимается фармацевтическим бизнесом, директор нескольких сетей аптек.

## Факты

Анатолий Артамонов в 2017 году

- В августе 2010 года в разгар экстремальной жары угроза верхового лесного пожара нависла над родным селом губернатора — селом Красное Хвастовичского района. В результате экстренных мер, предпринятых по указанию губернатора, лесной пожар вблизи села Красное был потушен, когда встревоженные жители уже готовились к эвакуации.[источник не указан 132 дня]
- Коллеги, друзья и родственники Артамонова в неформальной обстановке считают его душой компании, весельчаком и балагуром, человеком, незаменимым в застолье, заправским тамадой. Артамонов может позволить себе рискованные шутки на чувствительные темы, что вызывало критический общественный резонанс[51].
- В 2015 году вышла книга Артамонова «Вызовы и ответы», в 2017 году вышло второе издание книги.